# مگس‌گیر سه‌نواره
مگس‌گیر سه‌نواره (نام علمی: Conopias trivirgatus) گونه‌ای از پرندگان تیرهٔ ژیان‌مرغان است که در آرژانتین، بولیوی، برزیل، اکوادور، پاراگوئه، پرو و ونزوئلا یافت می‌شود. زیستگاه‌های طبیعی آن جنگل‌های جلگه‌ای نمناک نیمه‌گرمسیری یا گرمسیری و باتلاق‌های نیمه‌گرمسیری یا گرمسیری است.